# Negation

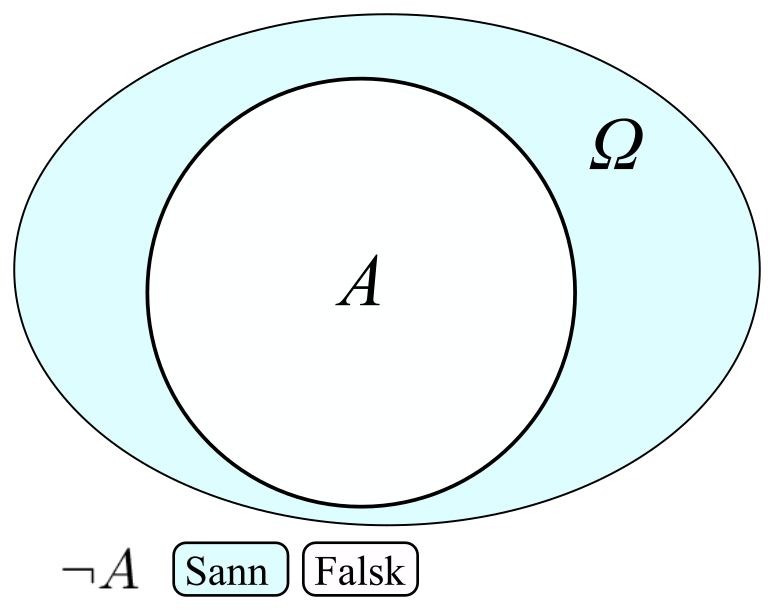
NOT A

Negation är i logiken ett förnekande av en sats på ett sådant sätt att, om satsen A är sann, så är icke-A falsk och om A är falsk, så är icke-A sann. Negationen av satsen A skrivs som ¬A, där ¬ är ett konnektiv. Negationen av satsen "Det regnar", är satsen "Det regnar inte".
I vardagsspråket motsvaras negation av orden "ej", "icke" eller "inte". Dessa betecknas i formella system med ¬ eller ibland med ~ , vilka skrivs framför påståendet. Mer explicit motsvaras negation av att uttrycket "det är inte så att..." sätts framför påståendet. Ett negerat påstående kan uttrycka två olika meningar:
1. Negation av ett påståendes betydelse bildar ett nytt påstående som uttrycker dess motsatta komplementära betydelse; Språkligt: "det är inte så att p", det vill säga "det är så att icke-p", Formellt: "¬p".
2. Negation av ett påståendes sanning bildar ett påstående som förnekar sanningen hos det ursprungliga påståendet. Språkligt: "det är inte så att det är sant att p" eller kortare "det är inte sant att p", det vill säga "det är falskt att p". Formellt: "Fp" (F = "det är falskt att").

Sammanblandning av dessa båda betydelser och vad som följer av det är en vanlig källa till filosofiska diskussioner.

## Alternativ och kontext
Ett påstående specificerar eller underförstår en kontext med alternativa möjligheter och pekar ut ett av dessa alternativ. Ex: om kontexten består av de två alternativen "det regnar" och "det regnar inte" så specificerar påståendet kontexten huruvida det regnar eller inte och pekar ut ett av alternativen. Negation är alltid relaterad till en specifik kontext.
Antalet alternativ i en kontext kan variera. Några exempel: 
- "Någon av oss har skvallrat. Det är inte jag." Den första meningen underförstår en grupp människor och påstår att någon av dessa har skvallrat. Alternativet till detta påstående är "Det är inte så att: någon av oss har skvallrat", det vill säga någon annan utanför gruppen har skvallrat. Den andra meningen underförstår samma grupp av människor, till exempel jag, Pelle, Lisa och Nisse, det vill säga fyra stycken. Påståendet pekar ut mej som en som inte har skvallrat. Alternativen är "jag har skvallrat", "Pelle har skvallrat", "Lisa har skvallrat" eller "Nisse har skvallrat". Negationen till "Jag har skvallrat" blir då "Pelle eller Lisa eller Nisse har skvallrat" i denna kontext. I sin tur, negationen "Det är inte så att: Pelle eller Lisa eller Nisse har skvallrat" betyder då "Jag har skvallrat" i samma kontext. Skulle ytterligare en person dyka upp i gruppen eller någon annan möjlighet uppkomma som ingen tänkt på tidigare så har kontexten och antalet alternativ ändrats och negation i denna nya kontext fått en annan innebörd som inte direkt kan blandas med den tidigare.

- På tallinjen med heltal är alternativen till 1 alla heltal som inte är 1. Så negationen till "x är lika med 1" är "x är skilt från 1". Säger dessutom kontexten att det bara finns två tal 1 och 0 att välja på så blir "x är skilt från 1" detsamma som "x är lika med 0". Så negationen till "x är lika med 0" är "x är skilt från 0" som i denna kontext betyder "x är lika med 1".

- På tallinjen med reella tal är alternativen till 1 alla reella tal som inte är 1. Så negationen till "x är lika med 1" är "x är skilt från 1". Säger dessutom kontexten att alla tal ska ligga mellan 0 och 1 (till exempel kontexten 0%...100%) så blir "x är skilt från 1" inte detsamma som "x är lika med 0". Negationen till "x är skilt från 1" är "x är lika med 1" som i denna kontext inte är detsamma som "x är skilt från 0".

Vidgning eller byte av kontext eller sammanblandning av likartade kontexter under ett resonemang är en vanlig källa till felslut.

## Vaghet
Alla kontexter har inte distinkta alternativ. Till exempel är färger inte distinkta alternativ. "Soffan är inte röd" säger att den har en annan färg som inte är röd. Analytiskt är det inga problem att hantera påståendena som om alternativen vore distinkta, men så fort vi kommer till sanningshalten av påståendet uppstår problemet var gränsen går mellan rött och inte rött. För att kunna förmedla ett sådant påstående måste sändaren och mottagaren vara överens om vad som menas med det ena och det andra.
...
Färger kan definieras som en frekvens eller som blandningar av frekvenser
...
av "röd, gul, grön, blå, lila" eller "röd, rödorange, orange, orangegul, gul, gulgrön, grön, blågrön, blå, etc"

## Regler förknippade med negation

### Dubbel negation (DN)
Dubbel negation innebär att negering av en negerad sats ger en ny sats med samma mening som den ursprungliga onegerade satsen. "Det är inte så att jag inte är hungrig" betyder detsamma som "Det är så att jag är hungrig" det vill säga, "Jag är hungrig"; formellt ¬¬p ⇔ p. Ett jämnt antal negationer av en utsagas sanningsvärde leder i den klassiska med flera logiska system till det ursprungliga sanningsvärdet.
Vissa logiska system, såsom till exempel intuitionistisk logik förnekar den generella tillämpbarheten av denna regel.

### Principen om bivalens (PB)
- Bivalent logik

### Principen om kontradiktion (PC)
- Kontradiktion

### Lagen om det uteslutna tredje (LEM)
Lagen om det uteslutna tredje säger att antingen gäller en sats eller dess negation, och något tredje alternativ utöver de två (såsom bägge ibland eller ingendera) finns inte. Om man ändå hittar något tredje, är negationen inte korrekt formulerad (såsom ett missat undantag eller definitionsändringar, till exempel "Är du hungrig?" - "Ja" - "Ät denna smörgås" - "Jag är inte hungrig").

## Negation i logiska system

### Klassisk logik
I klassisk logik upprätthålls ingen skillnad mellan negationen av en sats betydelse och av dess sanning. Påståendet ¬p är där sant om påståendet p är falskt och falskt om p är sant. Detta kan beskrivas med sanningstabellen
| A | ¬A |
| - | -- |
| F | S  |
| S | F  |

Till detta är relaterat lagen om det uteslutna tredje (LEM) som säger att ett påstående och dess negation, som är påståendets komplement, täcker alla möjligheter, samt principen om bivalens (PB) som säger att ett påstående är antingen sant eller falskt, och principen om att dubbla negationer (DN) tar ut varandra.

### Intuitionistisk logik
Inom den intuitionistiska logiken är ¬¬p ett svagare påstående än p. Däremot är ¬¬¬p alltid ekvivalent med ¬p, även för intuitionisterna.

### Aritmetisk representation
I de logiska system där sanningsvärden representeras med talen 0 och 1 eller med reella tal mellan 0 och 1 inklusive dessa, såsom i boolesk algebra, suddig logik med flera, uttrycks negationen ¬p vanligen som sanningsfunktionen {\displaystyle 1-p}, {\displaystyle \ p'} eller {\displaystyle {\overline {p}}}. Detta ger då likhet mellan ¬¬p och p eftersom detta betyder detsamma som 1 - (1 - p) = p. I en tvåvärd kontext med bara sanningsvärdena 1 och 0 kan detta också skrivas i tabellform:
| p | 1 - p |
| - | ----- |
| 1 | 0     |
| 0 | 1     |

## Tekniska tillämpningar
I elektriska kretsar, pneumatik, hydraulik, mekanik etc kan funktioner som motsvarar negation realiseras.

### Inverterare
|   | \| A \| Y \| \| - \| - \| \| 0 \| 1 \| \| 1 \| 0 \| |
| A | Y                                                   |
| 0 | 1                                                   |
| 1 | 0                                                   |

### Switchnät
|  |

### Programmering
! representerar logiskt NOT i flera programspråk.
```
    
if
 
(
!
 
villkor
)

    
{

         
/*...satser som utförs om villkor inte är sant...*/

    
}

```